# Kazašské ornamenty

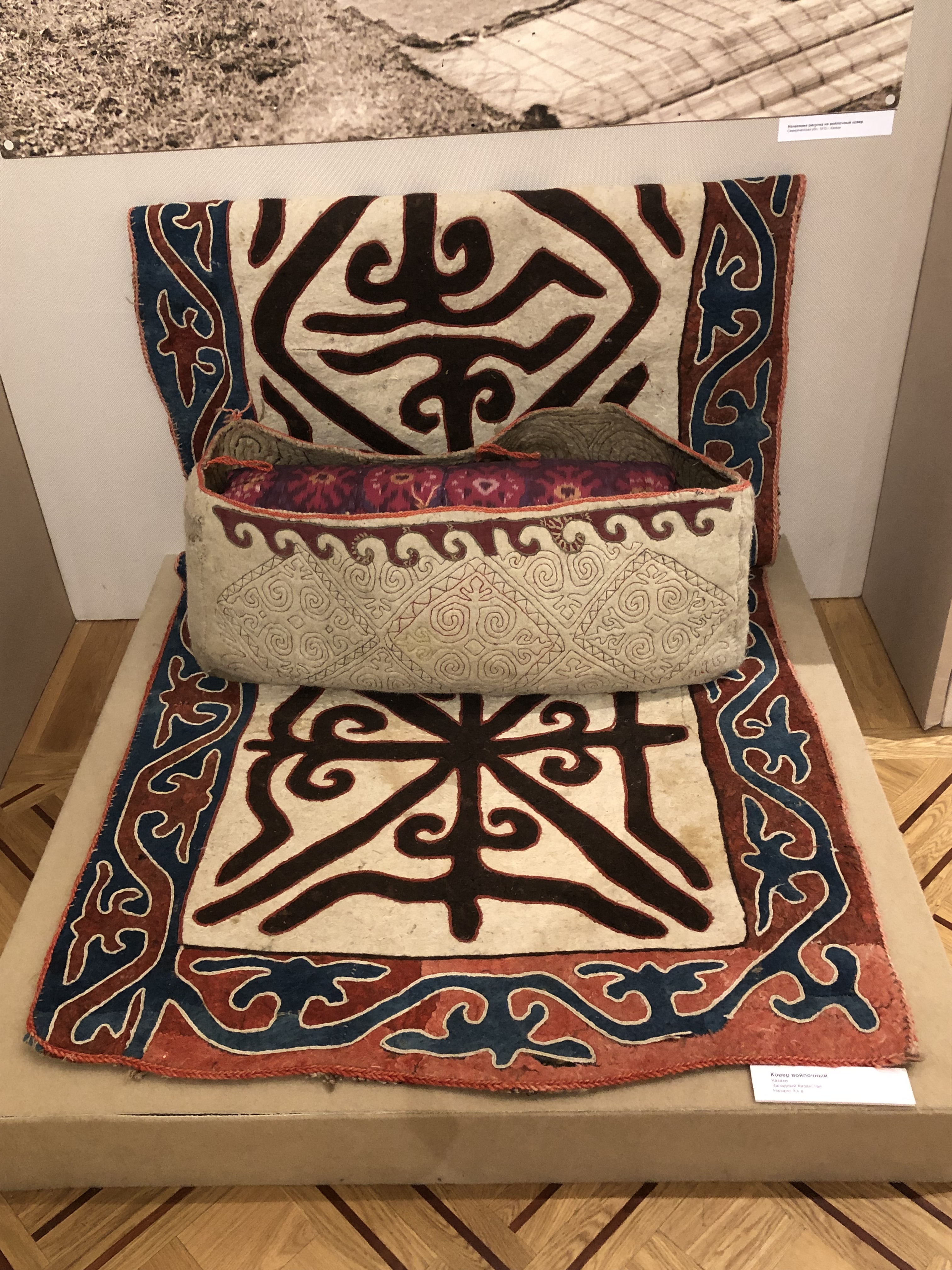
Kazašský plstěný koberec, západní Kazachstán, počátek 20. století. Ze sbírek Ruského etnografického muzea v Petrohradě.

Kazašské ornamenty představují tradiční dekorativní vzory, které jsou součástí kazašské kultury. Tyto ornamenty nejsou pouze estetickými prvky, ale nesou symbolický význam, odrážející vztah člověka k přírodě, duchovnímu světu a každodennímu životu nomádských Kazachů.

## Historie a význam
Kazašské vzory se začaly formovat již v 16. století, největší rozmanitosti forem a dominantní pozici v estetice a kultuře kazašského lidu zaujaly na konci 19. století. Ornamenty byly aplikovány na různé předměty denní potřeby, od oděvů a koberců po jurty a šperky.

## Typologie ornamentů
Kazašské ornamenty lze rozdělit do několika základních kategorií:

### Zvířecí motivy (zoomorfní)
Zoomorfní motivy jsou v kazašské ornamentice nejrozšířenější, což odráží význam zvířat v nomádském životě. Používá se na plstěných či tkaných výrobcích, ale i předmětech ze dřeva či kovu. Mezi nejznámější patří:
- Қошқар мүйіз (Koškar muiz) – „beraní rohy“ symbolizující sílu a ochranu.[5]
- Түйе табан (Tuje taban) – „velbloudí stopa“ představující vytrvalost a trpělivost.
- Аю табан (Aju taban) – „medvědí tlapa“ jako symbol moci a ochrany.

### Rostlinné motivy (florální)
Rostlinné ornamenty jsou nejběžnější ve vyšívání a tkaní. Mezi běžné motivy patří:
- Жапырақ (Žapyraq) – „list“ symbolizující život a obrodu.
- Гүл (Gül) – „květ“ jako symbol krásy a ženskosti.
- Ағаш (Agaš) – „strom“ představující rodinu a duchovní kontinuitu.

### Geometrické a kosmické motivy
Geometrické tvary, jako jsou trojúhelníky, spirály a kruhy, se užívají zejména v architektuře a tkalcovství a často symbolizují vesmírné prvky, jako je slunce, měsíc a hvězdy.

## Techniky a materiály
Kazašské ornamenty byly aplikovány různými technikami, včetně vyřezávání do dřeva, výšivek, tkaní a filcování. Materiály zahrnovaly vlnu, kůži, kov a dřevo, což odráží dostupné zdroje a nomádský způsob života. Důležité bylo i použití barev v ornamentu, protože každá má svůj symbolický význam (zelená jako symbol mládí a jara, bílá představuje radost a štěstí, červená oheň atp.)

## Srovnání s kyrgyzskými ornamenty
Kazašské a kyrgyzské ornamenty sdílejí mnoho společných rysů, což je dáno jejich společným nomádským dědictvím a geografickou blízkostí. Oba národy používají podobné motivy, jako jsou zvířecí rohy a rostlinné vzory.
Nicméně existují i unikátní prvky. Například kyrgyzské ornamenty často obsahují motivy inspirované přírodními prvky, jako jsou hory a jezera, a mají specifické vzory, jako je „tumar“ – amuletový motiv. Naopak kazašské ornamenty mohou obsahovat specifické geometrické vzory a symboly spojené s jejich vlastními kulturními tradicemi.